# Regione di Tacna
Tacna è una regione del Perù di 317 619 abitanti, che ha come capoluogo Tacna.

## Geografia antropica

### Suddivisioni amministrative
La regione è suddivisa in quattro province che sono composte di 26 distretti. Le province, con i relativi capoluoghi tra parentesi, sono:
- Candarave (Candarave)
- Jorge Basadre (Locumba)
- Tacna (Tacna)
- Tarata (Tarata)